# Sulfure d'aluminium
Le sulfure d'aluminium est un composé inorganique de formule Al2S3. Ce composé incolore aux propriétés chimiques intéressantes existe sous différentes formes. Il est sensible à l'humidité, subissant facilement une hydrolyse en  oxydes d'aluminium hydratés/hydroxydes d'aluminium, générant également du sulfure d'hydrogène gazeux (H2S).

## Structures cristallines
On connaît plus de six structures cristallines pour le sulfure d'aluminium, certaines sont présentées ci-dessous. La plupart d'entre elles possèdent une structure proche de la wurtzite et ne diffèrent que par l'arrangement des lacunes du réseau, formant des sous-réseaux ordonnés ou désordonnés,.
| Forme | Symétrie    | Groupe d'espace | a (Å) | c (Å)  | (densité) |
| ----- | ----------- | --------------- | ----- | ------ | --------- |
| α     | Hexagonale  |                 | 6,423 | 17,83  | 2,32      |
| β     | Hexagonale  | P63mc           | 3,579 | 5,829  | 2,495     |
| γ     | Trigonale   |                 | 6,47  | 17,26  | 2,36      |
| δ     | Tétragonale | I41/amd         | 7,026 | 29,819 | 2,71      |

La forme α est similaire à la structure de l'alumine. Cependant, contrairement à Al2O3, dans laquelle les centres Al(III) occupent deux tiers des sites octaédriques d'une structure hexagonale compacte d'ions oxyde, dans la structure d'Al2S3, les centres Al(III) occupent un tiers des sites tétraédriques d'un système hexagonal compact d'anions sulfure. À plus haute température, les centres Al(III) se dispersent de façon aléatoire donnant une structure « wurtzite défectueuse ». Aux températures encore plus élevées, la forme stabilisée est γ-Al2S3 avec une structure proche de γ-Al2O3.
Les formes β et γ sont obtenues par recuit de la forme la plus stable, α-Al2S3, à plusieurs centaines de degrés Celsius. La compression du sulfure d'aluminium à 2–65 kbar donne la forme δ où les vacances s'arrangent en super-réseaux de symétrie tétragonale.
On ne connaît pas de dérivés moléculaires de Al2S3, mais on en connaît de mélanges Al-S-Cl.

## Synthèse
Le sulfure d'aluminium est facilement préparé par chauffage des éléments :
2 Al + 3 S → Al2S3.
Cette réaction est extrêmement exothermique et il n'est ni nécessaire ni désirable de chauffer toute la masse du mélange soufre-aluminium (sauf dans le cas de très petites quantités de réactifs). Le produit formé sera sous forme liquide, la température dépassant 1 100 °C. Le produit refroidi est très dur.
Il est également possible de le produire par réaction entre l'aluminium et le sulfure d'hydrogène :
2 Al + 3 H2S → Al2S3 + 3 H2.